# Dolná Mičiná, Banská Bystrica
Dolná Mičiná este o comună slovacă, aflată în districtul Banská Bystrica din regiunea Banská Bystrica. Localitatea se află la altitudinea de 389 m deasupra n.m., se întinde pe o suprafață de 9,46 km2 și în 2017 număra 401 locuitori.

## Istoric
Localitatea Dolná Mičiná este atestată documentar din 1402.

## Demografie
| An:                | 1994 | 2004    | 2014   | 2024    |
| ------------------ | ---- | ------- | ------ | ------- |
| Număr de persoane: | 322  | 362     | 392    | 520     |
| Diferență:         |      | +12,42% | +8,28% | +32,65% |

| An:                | 2023 | 2024   |
| ------------------ | ---- | ------ |
| Număr de persoane: | 516  | 520    |
| Diferență:         |      | +0,77% |